# Kirika Kawaguchi
Kirika Kawaguchi (jap. 川口 桐香, Kawaguchi Kirika; * 15. März 1976) ist eine japanische Badmintonspielerin.

## Karriere
Kirika Kawaguchi siegte 1994 und 1995 bei den japanischen Studentenmeisterschaften im Damendoppel mit Keiko Yoshitomi. 1999 wurde sie nationale Meisterin in Japan, wobei sie im Mixed mit Tomohiko Usui erfolgreich war. Des Weiteren war sie bei den Japan Open 1994, 1995, 1996 und 2000 am Start.

## Sportliche Erfolge
| Saison | Veranstaltung                 | Disziplin   | Platz | Name                               |
| ------ | ----------------------------- | ----------- | ----- | ---------------------------------- |
| 1994   | Japan: Studentenmeisterschaft | Damendoppel | 1     | Keiko Yoshitomi / Kirika Kawaguchi |
| 1995   | Japan: Studentenmeisterschaft | Damendoppel | 1     | Keiko Yoshitomi / Kirika Kawaguchi |
| 1999   | Japan: Einzelmeisterschaften  | Mixed       | 1     | Tomohiko Usui / Kirika Kawaguchi   |